# Phong trào Đại kết

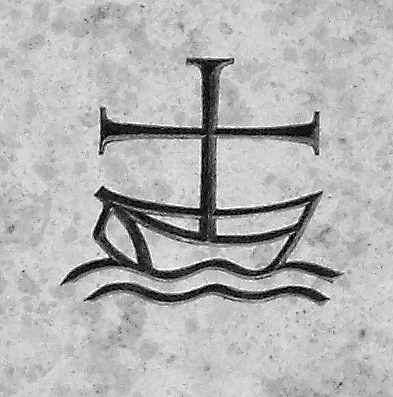
Biểu trưng Phong trào Đại kết.

Phong trào Đại kết đề cập tới những nỗ lực của các Kitô hữu hoặc các truyền thống giáo hội khác nhau nhằm phát triển mối quan hệ gần gũi và sự thấu hiểu lẫn nhau hơn. Thuật từ này cũng đề cập tới những nỗ lực hữu xây dựng sự hiệp nhất hữu hình và hữu cơ giữa các giáo hội.

## Ý nghĩa từ Đại kết
Tiếng "Đại kết" dịch bởi từ "oecumenismus". Thực ra thì từ này trong nguyên ngữ tiếng Hy Lạp và tiếng Latinh mang rất nhiều nghĩa. Trong tiếng Hy Lạp, từ "oikouméne" (bởi danh từ "oikos": nhà) lúc đầu có nghĩa là những vùng đất đã có người cư ngụ (đã xây cất nhà cửa), rồi dần dần mở rộng ra đến toàn thể thế giới. Cách riêng hoàng đế Rôma mang tước là "oikumêne", nghĩa là bá chủ khắp thế giới (chỉ trừ những vùng đất hoang dã của quân man di, barbaroi). Từ đó mà sinh ra tính từ "oecumenicus" (thí dụ: "concilium oecumenicum": công đồng do hoàng đế triệu tập, hay là công đồng quy tụ hàng Giám mục thế giới). - Khi phong trào hợp nhất các Kitô hữu ra đời vào thế kỷ 20, người ta muốn lấy lại tiếng "oecumenismus" để biểu lộ niềm khát khao được thấy Giáo hội mang chiều kích hoàn vũ, vượt qua hết mọi hình thức phân ly chia rẽ.

## Lịch sử hình thành
Có thể lấy năm 1910 như khởi điểm của phong trào Đại kết. Vào năm ấy một Đại hội của các Hội truyền giáo Tin lành (World Missionary Conference) được tổ chức ở Edinburgh, (Scotland). Lý do đưa tới việc tổ chức Đại hội là thực trạng chua chát của các xứ truyền giáo, khi mà các giáo đoàn trẻ chất vấn những nhóm thừa sai: "Tại sao các ông đều rao giảng một đức Kitô như nhau, mà các ông lại chia rẽ thành bao nhiêu là phe nhóm, nào là phái Giám Lý, nào là phái Luther, nào là phái Giám Nhiệm? Tại sao các ông vừa mang cho chúng tôi Tin Mừng của Đức Kitô mà vừa mang theo các sự phân hóa từ Âu Mỹ sang đây làm gì?". Chính vì ý thức rằng sự chia rẽ giữa các Kitô hữu là một chướng ngại cho việc truyền giáo, cho nên các Hội Truyền giáo mới quyết định nhóm họp lại để tìm cách thức giải quyết. Cuộc gặp gỡ giữa các Hội Truyền giáo đã dần dần đưa tới sự gặp gỡ giữa các Giáo hội dưới danh nghĩa của Hội đồng quốc tế truyền giáo (International Missionary Council) ra đời năm 1921.
Từ kinh nghiệm gặp gỡ trên, dần dần nảy ra hai cơ quan khác, biểu lộ cho hai đường lối để tiến tới sự hiệp nhất: một đàng về đạo lý, một đàng về hoạt động. Cơ quan thứ nhất mang tên là "Faith and Order" (tiếng Pháp: "Foi et Constitution" nghĩa là "Đức tin và Định chế) chuyên về các vấn đề đức tin và thể chế của Giáo hội. Họ đã tổ chức hai Hội nghị quốc tế ở Lausanne (1927) và Edinburgh (1937). Cơ quan thứ hai mang danh là "Life and Work" (tiếng Pháp: "Vie et Action" nghĩa là "Đời sống và Hành động") được thành hình ngay từ năm 1925 tại Hội nghị Stockholm (Thụy Điển). Phương châm của họ là: "đạo lý năng gây chia rẽ, còn hành động thì sẽ gây đoàn kết". Vì vậy việc hợp tác vào các công tác phụng sự xây dựng xã hội sẽ dần dần đưa các giáo hội xích lại với nhau.
Tuy nhiên sau hội nghị lần thứ hai tại Oxford năm 1937, họ nhận thấy rằng sự chia rẽ về đạo lý cũng mang theo những chia rẽ về quan điểm hành động. Do đó mà hai cơ quan đã đồng ý sáp nhập lại thành một Tổ chức mang danh là "Hội đồng thế giới các Giáo hội" (World Council of Churches), với quy chế tạm thời được biểu quyết tại Utrecht năm 1938. (Lưu ý: dựa theo Pháp ngữ, Conseil Oecuménique des Églises trong tiếng Việt thường hay dịch là "Hội đồng đại kết các Giáo hội", nhưng có lẽ không chỉnh lắm; có thể đối chiếu với tiếng Tây Ban Nha Consejo Mundial de las Iglesias). Tiếc rằng thế chiến thứ hai bùng nổ, cho nên phải chờ tới năm 1948 thì mới có thể triệu tập Đại hội đầu tiên tại Amsterdam (Hà Lan) từ ngày 22 tháng 8 tới ngày 4 tháng 9. Tiêu chuẩn đạo lý căn bản để gia nhập Hội đồng là chấp nhận Chúa Giêsu là Đấng Cứu Thế.
Phải chờ tới năm 1961, Đại hội New Delhi mới hoàn chỉnh công thức phát biểu đạo lý căn bản như sau: "Hội đồng thế giới các Giáo hội là một hội nghị của các Giáo hội tuyên xưng Chúa Giêsu là Thiên Chúa và là Đấng Cứu Thế theo Kinh Thánh; do đó họ nỗ lực thể hiện ơn gọi chung hầu làm vinh danh Thiên Chúa duy nhất nhưng Ba Ngôi là Chúa Cha, Chúa Con và Chúa Thánh Thần". Đúng ra, đây không phải là một tín biểu mới, nhưng chỉ muốn đặt ra một cơ sở tối thiểu cho các cuộc đối thoại giữa các thành viên. Thực vậy, trong quá khứ cũng như trong hiện tại, không thiếu lần có những nhóm tự xưng là Kitô hữu nhưng lại không chấp nhận thiên tính của đức Kitô hoặc không chấp nhận tín điều Chúa Ba Ngôi. Hội đồng thế giới các Giáo hội không phải là một thứ siêu Giáo hội, cũng chẳng phải là Giáo hội duy nhất mà phong trào đại kết mong đạt đến. Tổ chức này chỉ là nơi để các Giáo hội đến gặp gỡ học hỏi lẫn nhau, và tương trợ nhau trong sứ mạng truyền giáo. Trụ sở của Hội đồng đặt tại Genève.
Từ ngày thành lập tại Amsterdam năm 1948 đến nay, Hội đồng đã tổ chức các Đại hội sau đây: Evanston (1954), New Delhi (1961), Uppsala (1968), Nairobi (1975), Vancouver (1983) Canberra (1991). Đại hội lần tới được dự trù sẽ họp vào năm 1998 tại Harare (Zimbabwe).
Hiện nay có tới hơn 300 Giáo hội đã làm thành viên của Hội đồng, trong đó có cả các Giáo hội chính thống. Giáo hội Công giáo không gia nhập Hội đồng, vì quan điểm khác nhau về Giáo hội học. Tuy nhiên, từ năm 1961, Giáo hội Công giáo gửi quan sát viên tham dự các Đại hội, và nhất là từ năm 1965 đã thành lập một nhóm làm việc chung với Hội đồng. Ngoài ra, Giáo hội Công giáo còn cử 12 đại biểu làm thành viên chính thức của Ủy ban "Đức Tin và Định chế". Như đã nói trên đây, vai trò của ủy ban này là nghiên cứu những khía cạnh thần học nhằm tiến tới sự hợp nhất các Kitô hữu. Theo quan điểm của ủy ban, sự hợp nhất các Kitô hữu có nghĩa là sự thông hiệp trong đức tin, trong đời sống làm chứng tá Phúc âm và trong sứ mạng truyền giáo. Để tiến tới sự hiệp nhất đó, càn phải qua 3 chặng sau đây:
1. Cùng nhau tuyên xưng một đức tin tông truyền;
2. Nhìn nhận nơi các Giáo hội cùng có chung những yếu tố tông truyền, đặc biệt là bí tích rửa tội, Thánh thể và các tác vụ;
3. Thiết lập những cơ chế chung nhằm bảo đảm việc chung nhau làm chứng tá, cũng như những cơ quan có thẩm quyền quyết định đường lối hành động và giảng dạy.

Chặng thứ nhất được đánh dấu với văn kiện "Tuyên xưng Một Đức Tin" (Confessing the One Faith) được hoàn chỉnh vào năm 1993 trong phiên họp tại Santiago de Compostela. Chặng thứ hai được tiến hành với việc tham khảo lược đồ mang tên "Rửa tội - Thánh thể - Tác vụ" (Baptism, Eucharist, Ministry, gọi tắt bằng 3 chữ đầu là BEM, soạn tại Lima năm 1982).
Sự tiến triển của Phong trào Đại kết được đánh dấu qua những biến cố quan trọng sau đây:
- Thiết lập Hội đồng các Hiệp Hội Truyền giáo, tại Edimbourg, năm 1910.
- Từ năm 1935, linh mục Paul Couturier đã có nhiều hoạt động nhằm cổ vũ cho Tuần cầu nguyện cho sự hiệp nhất các Kitô hữu.
- Thiết lập Hội đồng Đại kết các Giáo hội (C.O.E) năm 1948, tại Amsterdam (Hà Lan) thành viên lúc đó gồm 147 tổ chức Giáo hội (đến nay là trên 300 thành viên) thuộc các Giáo hội Anh Giáo, Tin Lành và Chính Thống giáo Đông phương. Từ năm 1961, Giáo hội Công giáo Rôma chính thức là quan sát viên của Hội đồng này.
- Về phía Giáo hội Công giáo Rôma, năm 1960, Giáo hoàng Gioan XXIII thiết lập Văn phòng Hiệp nhất các tín hữu Kitô, có sứ mạng xây dựng mối liên lạc đại kết với các Giáo hội ngoài Công giáo.[2]
- Công đồng Vatican II từ năm 1962 đến 1965. Nhiều tài liệu đã được soạn thảo do các Ủy ban hỗn hợp về đối thoại, góp phần thăng tiến sự hiệp nhất giữa các Giáo hội, như những dấu chỉ của niềm hy vọng vào sự hiệp thông trọn vẹn trong tương lai. Đặc biệt phải kể đến Sắc lệnh Unitatis Redintegratio (1964). Tinh thần đại kết cũng được nhấn mạnh trong các văn kiện khác của Công đồng: Hiến Chế tín lý về Giáo hội (Lumen Gentium), Hiến Chế tín lý về Mặc khải của Thiên Chúa (Dei Verbum), Hiến Chế về Phụng Vụ Thánh, Tuyên ngôn Tự Do Tôn Giáo...
- Một văn bản quan trọng đã được ký kết giữa hai Giáo hội Công giáo Rôma và Tin Lành có nội dung liên quan đến giáo lý chung về ơn công chính hóa bởi ân sủng, qua đức tin như phương tiện (vấn đề này đã gây nên nhiều tranh cãi và dẫn đến cuộc Cải cách ở thế kỷ 16). Liên đoàn quốc tế Giáo hội Luther (F.L.M) và Giáo hội Công giáo đã cùng ký văn bản này tại Augsbourg ngày 30 tháng 10 năm 1999. Trong khối Pháp ngữ, với sự cộng tác của các chuyên viên các Giáo hội Kitô, bản dịch kinh Lạy Cha đã được thực hiện năm 1966 (được dùng trong Phụng vụ hiện nay tại các nước thuộc khối Pháp ngữ) và bản dịch Kinh Thánh Đại kết (TOB) đã thực hiện năm 1972.

Ngoài ra còn có những cuộc gặp gỡ lịch sử mở ra những bước tiến mới trong tinh thần Đại Kết: cuộc gặp gỡ giữa Giáo hoàng Phaolô VI và Thượng phụ Constantinopolis Athenagoras tại Jerusalem năm 1964; Cuộc viếng thăm của Giáo hoàng Phaolô VI tại Tòa Thượng Phụ Constantinopolis năm 1967, rồi tại Hội đồng Đại kết các Giáo hội tại Genève năm 1969. Giáo hoàng Gioan Phaolô II đã nối bước các Vị Tiền Nhiệm khi đến thăm Tòa Tổng Giám mục Giáo hội Anh Giáo Canterbury 1982 và nhiều cuộc gặp gỡ với các vị lãnh đạo cấp cao của các Giáo hội Kitô khác.
Những cố gắng tiến tới Đại kết còn thể hiện qua những nghiên cứu chung về Thần học và Thánh Kinh, những buổi hội thảo và nhiều dịp gặp gỡ quan trọng khác trong các lãnh vực quốc tế, khu vực và quốc gia.
- Qua Tông huấn Pastor Bonus ký ngày 28 tháng 6 năm 1988, Giáo hoàng Gioan Phaolô II đã đổi tên "Văn phòng Hiệp nhất các tín hữu Kitô" thành " Hội đồng Tòa Thánh cổ võ sự hiệp nhất các Kitô hữu" (CPPUC). Danh xưng mới này chính thức được sử dụng từ ngày 1 tháng 3 năm 1989.

Phong trào Đại kết nhằm thực hiện lời cầu nguyện của Chúa Giêsu: "xin cho họ nên một (...) để thế gian tin rằng Cha đã sai Con" (Ga 17,21). Phong trào này đề nghị nhiều phương pháp khác nhau: cầu nguyện, kiên nhẫn, cộng tác và can đảm làm việc. Giáo hoàng Phaolô VI đã nhận định Phong trào Đại kết "là một sứ mạng huyền nhiệm và quan trọng nhất trong triều đại Giáo hoàng của Ngài", và Giáo hoàng Gioan Phaolô II luôn luôn nhắc lại rằng đó là một trách nhiệm không thể thoái thác và dửng dưng được.
Lời cầu nguyện của linh mục Paul Couturier:
Lạy Chúa Giêsu, trước ngày chịu khổ hình vì chúng con,
Chúa đã cầu nguyện cho các môn đệ Chúa được hoàn toàn hiệp nhất,
Như Chúa ở trong Chúa Cha và Chúa Cha ở trong Chúa
Xin làm cho chúng con cảm thấy đau đớn vì sự bất trung do chia rẽ
Xin cho chúng con thành tâm thú nhận điều đó
Và có can đảm gạt bỏ những gì là dửng dưng, nghi ngờ và ngay cả sự ghen ghét thù oán đang ẩn nấp trong chúng con.
Xin ban cho chúng con được gặp gỡ nhau trong Chúa,
Để từ tâm hồn và miệng lưỡi chúng con,
Không ngừng vang lên lời cầu nguyện cho sự hiệp nhất các tín hữu Kitô
Như Chúa hằng mong muốn và với phương tiện mà Chúa muốn.
Lạy Chúa là Đức Chúa hoàn hảo, xin hãy soi sáng cho chúng con thấy con đường dẫn tới sự hiệp nhất
Trong sự tuân phục tình yêu và chân lý của Chúa. Amen

## Giáo hội Công giáo Rôma với Phong trào Đại kết
Trong số các nhân vật mở đường cho phong trào đại kết về phía Công giáo, ta có thể đến Hồng y John Henry Newman (1801-90) hồi cuối thế kỷ 19. Khi còn là phần tử của Giáo hội Anh quốc, cha Newman đã mở những cuộc hội thảo để xích lại gần Giáo hội Công giáo Rôma. Ý nguyện đó vẫn tiếp tục sau khi cha gia nhập Công giáo. Sang thế kỷ 20, vào những năm 1921-1926, tại Malines đã có những cuộc đối thoại giữa Lord Halifax, một giáo dân Anh giáo với linh mục Portal người Pháp, dưới sự điều động của Hồng y Mercier.
Năm 1925, Linh mục Lambert Beauduin (1873-1960) thành lập đan viện Biển Đức tại Chevretogne và năm 1926, Linh mục C.J. Dumont mở trung tâm "Istina" hướng tới việc học hỏi và đối thoại với các Giáo hội Đông phương. Năm 1933, Linh mục Paul Couturier (1881-1953) đã mở trung tâm Công giáo đại kết ở Lyon, cổ động việc cầu nguyện cho các Kitô hữu được hợp nhất. Năm 1937, Linh mục Yves Congar (1904-1995) xuất bản quyển sách Chrétiens désunis. Principes d'un "oecuménisme catholique", một tác phẩm Thần học Công giáo đầu tiên về Đại Kết.
Thế nhưng đó chỉ là những sáng kiến cá nhân. Tòa Thánh tỏ ra dè dặt đối với phong trào Đại kết: thông điệp Mortalium animos của Giáo hoàng Piô XI (ngày 6 tháng 1 năm 1928) chấp nhận một đường lối hợp nhất duy nhất là các nhóm ly khai phải trở về với Giáo hội Công giáo Rôma.
Dưới thời Giáo hoàng Piô XII, huấn thị De motione ecumenica của Bộ Thánh vụ (ngày 20 tháng 12 năm 1949) hé mở cho người Công giáo được phép tham gia vào các hội nghị Đại Kết với một số điều kiện.
Phải chờ tới khi Giáo hoàng Gioan XXIII trở thành Giáo hoàng thì lập trường của Tòa Thánh mới thay đổi. Sau khi loan báo triệu tập Công đồng Vatican II, vào ngày Lễ Hiện xuống năm 1960 (ngày 5 tháng 6), ngài đã cho thành lập Văn phòng cổ vũ sự hợp nhất các Kitô hữu do đức Hồng y Augustinô Bea (1881-1968) làm chủ tịch. Việc đối thoại đại kết trở thành một điểm then chốt trong chương trình của công đồng.

## Xem thêm

Cờ Kitô giáo